# Empis baldensis
Empis baldensis är en tvåvingeart som beskrevs av Gabriel Strobl 1899. Empis baldensis ingår i släktet Empis och familjen dansflugor. Inga underarter finns listade i Catalogue of Life.